# Birger Lilja Kristoffersen
Birger Lilja Kristoffersen er en dansk arkitekt født d. 12. november 1952 og er den længest siddende planchef i Kommune Kujalleq.

 Der er for få eller ingen kildehenvisninger i denne artikel, hvilket er et problem. Du kan hjælpe ved at angive troværdige kilder til de påstande, som fremføres i artiklen.